# Сайо (переписна місцевість, Нью-Йорк)
Сайо (англ. Scio) — переписна місцевість (CDP) в США, в окрузі Аллегені штату Нью-Йорк. Населення — 525 осіб (2020).

## Географія
Сайо розташоване за координатами 42°10′24″ пн. ш. 77°58′47″ зх. д. / 42.17333° пн. ш. 77.97972° зх. д. (42.173414, -77.979656).  За даними Бюро перепису населення США в 2010 році переписна місцевість мала площу 3,50 км², уся площа — суходіл.

## Демографія
Згідно з переписом 2010 року, у переписній місцевості мешкало 609 осіб у 243 домогосподарствах у складі 177 родин. Густота населення становила 174 особи/км².  Було 275 помешкань (79/км²).
Расовий склад населення:
| - 97,4 % — білих - 0,7 % — чорних або афроамериканців - 0,3 % — азіатів - 0,2 % — вихідців з тихоокеанських островів |

До двох чи більше рас належало 1,1 %. Частка іспаномовних становила 1,1 % від усіх жителів.
За віковим діапазоном населення розподілялося таким чином: 24,3 % — особи молодші 18 років, 59,1 % — особи у віці 18—64 років, 16,6 % — особи у віці 65 років та старші. Медіана віку мешканця становила 43,4 року. На 100 осіб жіночої статі у переписній місцевості припадало 102,3 чоловіків;  на 100 жінок у віці від 18 років та старших — 99,6 чоловіків також старших 18 років.
Середній дохід на одне домашнє господарство  становив 64 498 доларів США (медіана — 58 250), а середній дохід на одну сім'ю — 71 681 долар (медіана — 66 042). Медіана доходів становила 48 393 долари для чоловіків та 41 719 доларів для жінок. За межею бідності перебувало 14,6 % осіб, у тому числі 36,4 % дітей у віці до 18 років та 4,1 % осіб у віці 65 років та старших.
Цивільне працевлаштоване населення становило 276 осіб. Основні галузі зайнятості: освіта, охорона здоров'я та соціальна допомога — 31,5 %, виробництво — 19,9 %, будівництво — 12,7 %, роздрібна торгівля — 12,3 %.